# Michael Hotzan
Michael Hotzan (* 6. Januar 1961 in Fürstenwalde) ist ein ehemaliger deutscher Radrennfahrer und nationaler Meister im Radsport.

## Sportliche Laufbahn
Hotzan begann seine radsportliche Laufbahn 1972 in der BSG Pneumant Fürstenwalde. 1974 wechselte er zum ASK Vorwärts Frankfurt an der Oder und wurde dort 1976 Mitglied der dortigen Fördergruppe für Bahnsprinter. Seinen ersten Meistertitel gewann er auch 1976, im Sprint bei der DDR-Meisterschaft der Jugendklasse B. 1978 wurde er DDR-Meister in der Klasse Jugend A und wurde daraufhin für die UCI-Bahn-Weltmeisterschaften der Junioren nominiert. Dort gewann er im Sprint die Silbermedaille in seiner Spezialdisziplin. 1979 gewann er in seiner Altersklasse die DDR-Meisterschaften im Sprint und 1000-Meter-Zeitfahren. Er wurde Mitglied der Nationalmannschaft der DDR und startete auch bei einigen Grand Prix-Wettbewerben, wobei er 1980 den Großen Preis von Sofia gewinnen konnte. Gegenüber der Spitzenklasse der Sprinter in der DDR wie Michael Hübner oder Lutz Heßlich konnte er sich jedoch nicht durchsetzen. 1982 beendete er seine Laufbahn.

## Berufliches
Nach dem Ende seiner Laufbahn wurde er als Mechaniker und Trainer in seinem Verein tätig.